# Die Legende von den acht Samurai
Die Legende von den acht Samurai (jap. 里見八犬伝, Satomi Hakkenden) ist ein japanischer Spielfilm aus dem Jahr 1983. 
Der Film basiert auf dem Roman Shin Satomi Hakkenden (新・里見八犬伝) von Toshio Kamata, welches wiederum eine freie Adaption des Epos Nansō Satomi Hakkenden von Kyokutei Bakin ist. Kamata erarbeitete gemeinsam mit dem Regisseur Kinji Fukasaku auch das Drehbuch zu dem Abenteuerfilm. Tōei und Kadokawa Haruki Jimusho produzierten den Actionfilm, bei dem Hiroko Yakushimaru die Hauptrolle übernahm.

## Handlung
Acht Samurai erhalten den Auftrag, Prinzessin Shizu zu beschützen, deren Eltern aus Rache von untoten Kämpfern getötet wurden. Für diese Aufgabe besitzt jeder der acht Samurai eine Gebetsperle. Sie finden erst während der Ausführung des Auftrags heraus, dass sie nicht allein sind, sondern die Pflicht als Gruppe erfüllen sollen.

## Rezeption
Die Legende von den acht Samurai kam am 10. Dezember 1983 in die japanischen Kinos und dort mit einem Einspielergebnis von ungefähr 2,32 Milliarden Yen zu einem kommerziellen Erfolg avancierte. Die Legende von den acht Samurai war 1984 der erfolgreichste heimische Film an den japanischen Kinokassen.
Das DDR-Filmstudio DEFA synchronisierte den Film und brachte ihn am 2. Januar 1987 in die Kinos der DDR. In Großbritannien, Japan und den USA sind Ausgaben des Films auf DVD erhältlich. Am 3. Februar 2017 erschien der Film auf Blu-ray und DVD im deutschen Handel.

## Auszeichnungen
Auf dem Avoriaz Fantastic Film Festival 1985 war der Film für den Hauptpreis nominiert, musste sich aber James Camerons Terminator geschlagen geben.
Bei der Verleihung der Japanese Academy Awards 1985 war der Film in den Kategorien Beste Regie, Bester Hauptdarsteller (Hiroyuki Sanada) und Beste Nebendarstellerin (Mari Natsuki) nominiert.

## Belege
1. ↑  Eiren.org